# 쌍정

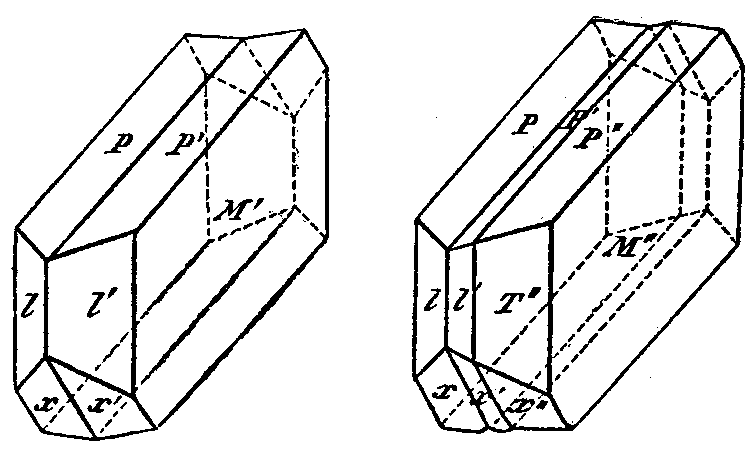
조장석의 쌍정구조

쌍정(雙晶, 영어: Crystal Twinning)은 결정 두 개가 면·축을 사이에 두고 대칭 형태로 붙어 있는 현상을 일컫는다.

## 같이 보기
- 슬립 (공학)